# Nokia X2 (2014)
|  | No s'ha de confondre amb altres telèfons anomenats Nokia X2. |

El Nokia X2 és un telèfon intel·ligent d'entrada que va ser anunciat i publicat per Microsoft Mobile el 24 de juny de 2014. És el successor del Nokia X, sent el primer telèfon intel·ligent que executa la versió 2.0 de la plataforma Nokia X basat en el sistema operatiu Android. La família de telèfons Android Nokia X es va suspendre el 17 de juliol de 2014.

## Especificacions

### Pantalla
El Nokia X2 té una pantalla de 4,3 polzades LCD ClearBlack IPS amb resolució WVGA (480x800 píxels) que ofereix una densitat de píxels de 217 ppi.

### Programari
Nokia X2 està basat en AOSP (projecte de font oberta d'Android) i ve amb la Plataforma de programari 'Nokia X 2.0', el successor de la plataforma de programari X 1.0. És una versió modificada de Android Jelly Bean 4.3 i pot executar totes les aplicacions d'Android, tret de les aplicacions amb serveis de Google, com ara Google Maps, Google Play, Gmail etc. Per utilitzar els serveis de Google un pot arrelar. La Plataforma Nokia X 2.0 inclou un iniciador d'aplicacions personalitzable basat en rajoles i una interfície de registre de notificacions Fastlane i suporta multitasca a través d'un commutador d'aplicacions basat en targetes. El Nokia X2 ve pre-carregat amb la Nokia Store, Facebook, Twitter, Outlook, OneDrive, Opera Mini i molts més.

### Maquinari
El dispositiu té una pantalla de 43 in (110 cm). Es carrega a través d'USB i també s'inclou un jack d'àudio de 3,5 mm. Compta amb una bateria extraible de 1800 mAh que proporciona 23 dies en espera, així com una ranura per a microSD i una ranura per a SIM. La càmera posterior és de 5 MP amb un flaix LED, i també té una càmera frontal de 0,3 MP. Té un processador amb doble nucli 1,2 GHz Qualcomm Snapdragon 200 i 1 GB de RAM.

## Canvis dels últims telèfons Nokia X
El Nokia X2 té molts canvis en comparació amb l'original. Està alimentat per un processador Snapdragon 200 de doble nucli GHz a 1.2 GHz, una actualització significativa dels més antics 1 GHz de doble nucli Snapdragon S4 Play utilitzat en la sèrie anterior de Nokia X. Compta amb els botons de retorn i botó d'inici del maquinari, a diferència del botó d'un sol botó dels dispositius Nokia X anteriors. La versió del SO ha canviat a de la plataforma de programari Nokia X 2.0 (basada en Android 4.3 Jellybean) a partir de 1.0 (Android Jellybean 4.1.2), amb la quantitat de RAM augmentada a 1 GB. La pantalla ha canviat a 43 in (110 cm) amb un panell ClearBlack LCD, que és una mica més gran que el Nokia X (primera versió) amb una pantalla de 4 in (10 cm).

## Descatalogació de la plataforma Nokia X
El 17 de juliol de 2014, el cap de dispositius de Microsoft, Stephen Elop, va anunciar que els futurs dispositius Nokia X serien traslladats a la plataforma Windows Phone, fent-los efectius els dispositius Lumia de baix cost. Aquest anunci va generar una gran especulació sobre el futur de la plataforma Nokia X i la sèrie X. No obstant això, el Nokia X2 va estar a la venda en certs mercats com Pakistan i Rússia a partir del 31 de juliol de 2014, i serà l'últim dispositiu de la sèrie X de Nokia.